# Maze
Maze, també conegut com a Maze Featuring Frankie Beverly i Frankie Beverly & Maze, és una banda soul americana fundada per Frankie Beverly a Filadèlfia el 1970. Sota el seu nom original Raw Soul, la banda es va traslladar a San Francisco i es va presentar a Marvin Gaye. Gaye es va endur el grup a la carretera amb ell perquè fessin de teloners dels seus primers concerts i, el 1976, va suggerir que canviessin el seu nom de Raw Soul a Maze. Amb el nom de Maze van publicar 9 àlbums que assoliren el disc d'or del 1977 al 1993. Les seves conegudes cançons inclouen "Happy Feelin's", "While I'm Alone", "Golden Time Of Day", “Southern Girl”, "The Look in Your Eyes", "Joy and Pain", "Before I Let Go", "We Are One", "Back in Stride", "Can't Get Over You" i" The Morning After". La banda ha mantingut un seguiment ampli dels seus fans i de gran devoció.

## Carrera
Frankie Beverly va iniciar la banda com a Raw Soul el 1970. Van gravar un parell de senzills al petit segell Gregar, però sense cap èxit important. Amb uns quants canvis de personal, una reubicació de Filadèlfia a la zona de la badia de San Francisco a Califòrnia el 1971 i la introducció a Marvin Gaye, la banda es va convertir en un èxit immediat. Gaye es va endur la banda amb ell com un dels seus primers concerts, i el 1976 va suggerir que canviessin el seu nom de Raw Soul a Maze.
Maze va signar un contracte discogràfic amb Capitol Records el 1976 i va publicar el seu àlbum de debut, Maze featuring Frankie Beverly, el 1977. A partir d'aquest àlbum, els èxits van incloure "Happy Feelin's", "While I'm Alone" i "Lady of Magic", donant-los finalment el seu primer disc d'or i Maze guanyà la devoció del públic. També van tenir èxit amb els àlbums Golden Time of Day (1978), Inspiration (1979) i Joy and Pain (1980). El grup ha afirmat que el seu exitós single "Southern Girl" estava dedicat a totes les dones del sud, des de Virgínia fins a Texas.
El seu enregistrament següent fou Viu dins Nova Orleans, tres quarts del qual va ser enregistrat al Saenger Theatre, el 14-15 de novembre de 1980. Tres d'aquelles cançons aconseguien entrar a les llistes de R&B del més venut, amb cançons com "Running Away", "Before I Let Go", i "We Need Love To Live". Per aquell temps, la banda va tenir una gran reputació a Amèrica i va gaudir d'un seguint en el Regne Unit amb el suport promocional del DJ britànic Robbie Vincent. El maig de 1985, Maze va exhaurir entrades més de vuit nits al Hammersmith Odeon.
La banda va publicar el seu següent àlbum, Can't Stop the Love el març de 1985, que va incloure el primer èxit de R&B número u amb "Back In Stride". Seguiren al Top 5 amb "Too Many Games", que també va aparèixer en aquest àlbum. Aquest últim senzill també es va convertir en l'èxit més gran de la banda al Regne Unit, on va arribar al número 36 de la llista de singles del Regne Unit.
El 1989, van signar amb Warner Bros, i van publicar l'àlbum Silky Soul, a més de Back to Basics el 1993, i l'enregistrament de DVD en viu a London al Hammersmith Odèon el 1994. Els dos àlbums assoliren el disc d'or. I tingueren un altre número u R&B amb "Can't Get Over You".
L'octubre de 2004, "Twilight" va aparèixer al videojoc Grand Theft Auto: San Andreas, quan es feia sonar l'emissora de ràdio funk Bounce FM.
El 2009 es va publicar un homenatge als èxits de Maze. Anomenat Silky Soul Music: An All Star Tribute to Maze, amb Frankie Beverly, incloïa estrelles modernes que interpretaven els majors èxits de Maze, amb Maze actuant com a banda de suport.
En els darrers anys, s'ha convertit en tradició per al públic honrar el grup vestint-se amb tota la seva vestimenta blanca, tal com el grup sovint ha vestit mentre actuava.
El 2 de setembre de 2011, el seu percussionista i cantant de fons, McKinley "Bug" Williams, va morir d'un aparent atac de cor.
Maze continua fent gires pels Estats Units i Europa fins als nostres dies.

## Discografia

### Àlbums d'estudi
| 1977                                                                           | Maze featuring Frankie Beverly | 52 | 6 | —  | —  | - RIAA: Gold | Capitol      |
| 1978                                                                           | Golden Time of Day             | 27 | 9 | 83 | —  | - RIAA: Gold | Capitol      |
| 1979                                                                           | Inspiration                    | 33 | 5 | 54 | —  | - RIAA: Gold | Capitol      |
| 1980                                                                           | Joy and Pain                   | 31 | 5 | —  | —  | - RIAA: Gold | Capitol      |
| 1983                                                                           | We Are One                     | 25 | 5 | —  | 38 |              | Capitol      |
| 1985                                                                           | Can't Stop the Love            | 45 | 1 | —  | 41 | - RIAA: Gold | Capitol      |
| 1989                                                                           | Silky Soul                     | 37 | 1 | —  | 43 | - RIAA: Gold | Warner Bros. |
| 1993                                                                           | Back to Basics                 | 37 | 3 | —  | —  | - RIAA: Gold | Warner Bros. |
| "—" indica una gravació que no apareix o no s'ha publicat en aquest territori. |                                |    |   |    |    |              |              |

### Àlbums en directe
| Any                                                                         | Àlbum               | Posició màxima als gràfics de vendes | Posició màxima als gràfics de vendes | Posició màxima als gràfics de vendes | Certificacions | Segell  |
| Any                                                                         | Àlbum               | US                                   | US R&B                               | UK                                   | Certificacions | Segell  |
| --------------------------------------------------------------------------- | ------------------- | ------------------------------------ | ------------------------------------ | ------------------------------------ | -------------- | ------- |
| 1981                                                                        | Live in New Orleans | 34                                   | 3                                    | —                                    | - RIAA: Gold   | Capitol |
| 1986                                                                        | Live in Los Angeles | 92                                   | 12                                   | 70                                   |                | Capitol |
| "—" indica les versions que no apareixen al gràfic o que no s'han publicat. |                     |                                      |                                      |                                      |                |         |

### Àlbums recopilatoris
| Any                                                                         | Àlbum                                         | Posició màxima als gràfics de vendes | Certificacions | Segell          |
| Any                                                                         | Àlbum                                         | US R&B                               | Certificacions | Segell          |
| --------------------------------------------------------------------------- | --------------------------------------------- | ------------------------------------ | -------------- | --------------- |
| 1988                                                                        | Southern Girl                                 | —                                    |                | Capitol         |
| 1989                                                                        | The Greatest Hits of Maze...Lifelines, Vol. 1 | 57                                   |                | Capitol         |
| 1996                                                                        | Anthology                                     | 57                                   | - RIAA: Gold   | The Right Stuff |
| 1998                                                                        | Greatest Slow Jams                            | —                                    |                | The Right Stuff |
| 2002                                                                        | Classic Masters                               | —                                    |                | Capitol         |
| 2004                                                                        | Greatest Hits                                 | 79                                   |                | The Right Stuff |
| 2011                                                                        | Greatest Hits                                 | —                                    |                | Capitol         |
| "—" indica les versions que no apareixen al gràfic o que no s'han publicat. |                                               |                                      |                |                 |

### Singles
| 1977                                                                        | "While I'm Alone"             | 89  | 21 | —  | —  | Maze featuring Frankie Beverly |
| 1977                                                                        | "Lady of Magic"               | 108 | 13 | —  | —  | Maze featuring Frankie Beverly |
| 1978                                                                        | "Workin' Together"            | —   | 9  | —  | —  | Golden Time of Day             |
| 1978                                                                        | "Golden Time of Day" (A-side) | —   | 39 | —  | —  | Golden Time of Day             |
| 1978                                                                        | "Travelin' Man" (B-side)      | —   | 39 | —  | —  | Golden Time of Day             |
| 1978                                                                        | "I Wish You Well"             | —   | 61 | —  | —  | Golden Time of Day             |
| 1979                                                                        | "Feel That You're Feelin'"    | 67  | 7  | —  | —  | Inspiration                    |
| 1979                                                                        | "Timin'"                      | —   | 55 | —  | —  | Inspiration                    |
| 1980                                                                        | "Southern Girl"               | —   | 9  | —  | —  | Joy and Pain                   |
| 1980                                                                        | "The Look in Your Eyes"       | —   | 29 | —  | —  | Joy and Pain                   |
| 1980                                                                        | "Joy and Pain"                | —   | —  | —  | —  | Joy and Pain                   |
| 1981                                                                        | "Running Away"                | —   | 7  | —  | —  | Live in New Orleans            |
| 1981                                                                        | "Before I Let Go"             | —   | 13 | —  | —  | Live in New Orleans            |
| 1982                                                                        | "We Need Love to Live"        | —   | 29 | —  | —  | Live in New Orleans            |
| 1983                                                                        | "Love Is the Key"             | 80  | 5  | —  | 88 | We Are One                     |
| 1983                                                                        | "Never Let You Down"          | —   | 26 | —  | —  | We Are One                     |
| 1983                                                                        | "We Are One"                  | —   | 47 | —  | 86 | We Are One                     |
| 1983                                                                        | "I Wanna Thank You"           | —   | 59 | —  | —  | We Are One                     |
| 1985                                                                        | "Back in Stride"              | 88  | 1  | —  | 79 | Can't Stop the Love            |
| 1985                                                                        | "Too Many Games"              | 103 | 5  | —  | 36 | Can't Stop the Love            |
| 1985                                                                        | "I Want to Feel I'm Wanted"   | —   | 28 | —  | —  | Can't Stop the Love            |
| 1986                                                                        | "I Wanna Be with You"         | —   | 12 | —  | 55 | Live in Los Angeles            |
| 1986                                                                        | "When You Love Someone"       | —   | 38 | —  | —  | Live in Los Angeles            |
| 1989                                                                        | "Joy and Pain" (re-release)   | —   | —  | —  | 57 | Joy and Pain                   |
| 1989                                                                        | "Can't Get Over You"          | —   | 1  | —  | 89 | Silky Soul                     |
| 1989                                                                        | "Silky Soul"                  | —   | 4  | 76 | —  | Silky Soul                     |
| 1990                                                                        | "Love's on the Run"           | —   | 13 | —  | —  | Silky Soul                     |
| 1990                                                                        | "Songs of Love"               | —   | 37 | —  | —  | Silky Soul                     |
| 1993                                                                        | "Laid Back Girl"              | —   | 15 | —  | —  | Back to Basics                 |
| 1993                                                                        | "The Morning After"           | 115 | 19 | —  | —  | Back to Basics                 |
| 1994                                                                        | "What Goes Up"                | —   | 32 | —  | —  | Back to Basics                 |
| "—" indica les versions que no apareixen al gràfic o que no s'han publicat. |                               |     |    |    |    |                                |

## Vídeos
- Live in New Orleans (1981)
- Live in Los Angeles (1986)
- Live in London (1994)